# Diphasia palmata
Diphasia palmata is een hydroïdpoliep uit de familie Sertulariidae. De poliep komt uit het geslacht Diphasia. Diphasia palmata werd in 1905 voor het eerst wetenschappelijk beschreven door Nutting. 